# Station Jaworzno koło Wielunia
Station Jaworzno koło Wielunia is een spoorwegstation in de Poolse plaats Jaworzno (gemeente Rudniki). 